# Number Ones (Michael Jackson)
Number Ones è una compilation che raccoglie tutti i singoli arrivati alla posizione numero uno delle classifiche mondiali della popstar statunitense Michael Jackson, tratti da Off the Wall (1979) ad Invincible (2001), e pubblicata dalla Epic/Sony Music il 18 novembre 2003.
Contemporaneamente all'uscita della raccolta venne pubblicato (separatamente) anche l'omonimo DVD contenente 15 videoclip dell'artista.
La compilation ha venduto oltre 10 milioni di copie in tutto il mondo piazzandosi al primo posto delle classifiche in molti paesi ed è l'album dell'artista che, assieme a Thriller, vende di più ogni anno negli Stati Uniti.
Oltre ad includere i vecchi successi, questa raccolta include anche due tracce bonus: Break of Dawn, tratta dall'ultimo album in studio di Jackson, Invincible, e One More Chance, canzone inedita scritta in collaborazione con R. Kelly.
Nel 2007 è stato rimasterizzato in Edizione DBS.

## Tracce
Versione internazionale
1. Don't Stop 'Til You Get Enough (2003 Edit) – 3:56
2. Rock with You – 3:41
3. Billie Jean – 4:54
4. Beat It – 4:18
5. Thriller (2003 Edit) – 5:12
6. Human Nature – 4:06
7. I Just Can't Stop Loving You (Single Mix) – 4:12
8. Bad (Single Mix) – 4:06
9. The Way You Make Me Feel – 4:57
10. Dirty Diana (Single Mix) – 4:41
11. Smooth Criminal – 4:18
12. Black or White (2003 Edit) – 3:19
13. You Are Not Alone (Radio Edit) – 4:34
14. Earth Song (Radio Edit) – 5:02
15. Blood on the Dance Floor – 4:12
16. You Rock My World (Radio Edit) – 4:27
17. Break of Dawn (bonus track) – 5:30
18. One More Chance (inedito) – 3:49

Versione statunitense
1. Don't Stop 'Til You Get Enough (2003 Edit) – 3:56
2. Rock with You – 3:41
3. Billie Jean – 4:54
4. Beat It – 4:18
5. Thriller (2003 Edit) – 5:12
6. I Just Can't Stop Loving You (Single Mix) – 4:12
7. Bad (Single Mix) – 4:06
8. Smooth Criminal – 4:17
9. The Way You Make Me Feel – 4:57
10. Man in the Mirror (Single Edit) – 5:03
11. Dirty Diana (Single Mix) – 4:41
12. Black or White (2003 Edit) – 3:19
13. You Are Not Alone (Radio Edit) – 4:34
14. Earth Song (Radio Edit) – 5:02
15. You Rock My World (Radio Edit) – 4:27
16. Break of Dawn – 5:30
17. One More Chance (inedito) – 3:49
18. Ben (2003 Live Edit) (tratto dall'album dal vivo dei Jacksons The Jacksons Live!) – 2:48

## Singoli
- One More Chance

## Successo commerciale
L'album fu un grande successo sin dalla sua pubblicazione quando la compilation vendette oltre 121.000 copie nella sua prima settimana nelle classifiche statunitensi, mentre ci si aspettavano vendite per circa 85.000 o un massimo di 100.000 copie, a causa delle accuse su Jackson che piovvero su di lui negli stessi giorni della pubblicazione. L'album esordì pertanto alla numero 13 della classifica generale di Billboard. Il 29 giugno 2009, a seguito della scomparsa di Jackson, l'album è tornato in testa alle classifiche di tutto il mondo; solo negli Stati Uniti ha venduto oltre 349.000 copie in una settimana. Secondo Nielsen Soundscan, la compilation ha venduto oltre 2 milioni di copie solo negli Stati Uniti, nei primi mesi dopo la morte dell'artista, raggiungendo la posizione numero 1 della classifica Top Catalog Albums di Billboard. A distanza di un paio di mesi dalla morte del cantante, la RIAA ha certificato Number Ones triplo disco di platino negli USA, il che significava vendite per oltre 3 milioni di copie nel Paese. Nel 2016 è stato certificato 8 volte disco di platino nel Regno Unito.
In media l'album vende ancora oltre 500.000 copie l'anno, di cui la maggior parte negli Stati Uniti, facendolo diventare il disco di Jackson che, assieme a Thriller, vende di più nel Paese; pertanto, nel 2021 la compilation è stata certificata 5 volte disco di platino negli Stati Uniti per vendite pari o superiori ai 5 milioni di copie solo negli USA.
L'omonimo DVD, è la collezione di video di Jackson con maggior successo negli USA, con un totale di 13 certificazioni di disco di platino.

## Classifica
| Classifica (2003-2012)           | Posizione massima |
| -------------------------------- | ----------------- |
| Argentina                        | 20                |
| Australia                        | 2                 |
| Canada                           | 1                 |
| Francia                          | 5                 |
| Germania                         | 2                 |
| Irlanda                          | 1                 |
| Italia                           | 20                |
| Nuova Zelanda                    | 1                 |
| Regno Unito                      | 1                 |
| Stati Uniti                      | 13                |
| Stati Uniti (Top Catalog Albums) | 1                 |

### Classifiche di fine anno
| Classifica di fine anno (2010) | Posizione |
| ------------------------------ | --------- |
| Stati Uniti                    | 39        |
| Classifica di fine anno (2011) | Posizione |
| Stati Uniti                    | 120       |
| Classifica (2022)              | Posizione |
| Regno Unito                    | 23        |

## Number OnesDVD
Number Ones (DVD) raccoglie alcuni dei videoclip delle relative canzoni di Michael Jackson che si sono piazzate al numero 1 in vari Paesi.

### Contenuti
I video musicali contenuti sono 15 e vanno da Don't Stop Til' You Get Enough (1979) a You Rock My World (2001). Le tracce sono minori rispetto alla versione CD dato che non tutti i singoli furono accompagnati da un videoclip (come Human Nature o I Just Can't Stop Loving You). La maggior parte dei video erano già stati pubblicati in varie versioni in precedenti DVD, tranne Man in the Mirror, Dirty Diana e You Rock My World, che vengono pubblicati per la prima volta con questo prodotto. Alcuni video come Black or White e Blood on the Dance Floor sono presenti nelle loro versioni censurate, altri, come You Are Not Alone ed Earth Song, appaiono nelle loro prime versioni televisive precedentemente mai pubblicate.

### Successo
Ha avuto un rilevante successo soprattutto in:
- USA: praticamente sempre presente nella Top 40 dei DVD musicali più venduti con vendite che, al 2010, erano certificate a 1.300.000 copie.[19]
- Australia: numero 10, numero 1 e numero 18 nella classifica dei DVD più venduti di fine anno, rispettivamente, nel 2003, 2004, 2005.[36]
- Irlanda: numero 3 e numero 6 nella classifica dei DVD più venduti di fine anno, rispettivamente, nel 2003 e 2004.[37]
- Italia: ha raggiunto il numero 9 nella classifica degli album in DVD del paese, a partire dalla prima settimana di maggio 2010 ed è rimasto in classifica per 45 settimane.[38]

Secondo quanto riportato dal numero di Billboard dell'8 maggio 2004, Number Ones (DVD) è stato il 3º più venduto al mondo del 2003.

### Tracce
1. Don't Stop 'Til You Get Enough – 4:13
2. Rock with You – 3:23
3. Billie Jean – 4:55
4. Beat It – 4:57
5. Thriller – 13:43
6. Bad (versione non integrale) – 4:21
7. The Way You Make Me Feel (versione non integrale) – 6:44
8. Man in the Mirror – 5:02
9. Smooth Criminal ("The Speed Up Video" Version) – 4:12
10. Dirty Diana – 5:05
11. Black or White (versione non integrale - include la scena con Macaulay Culkin ma è censurato alla fine) – 6:23
12. You Are Not Alone (prima versione TV, senza angelo, precedentemente mai pubblicata) – 5:34
13. Earth Song (prima versione TV senza rumori, precedentemente mai pubblicata) – 7:30
14. Blood on the Dance Floor (versione censurata, omette le scene in cui Jackson tocca le gambe a Susie e la scena in cui Susie mostra il coltello a scatto) – 4:16
15. You Rock My World (versione non integrale - esclusi i primi minuti iniziali) – 10:29